# Philippe Manesse
 (mai 2022).
 (mai 2022).
Pour les articles homonymes, voir Manesse.
Philippe Manesse est un acteur français, directeur du Café de la Gare.

## Biographie
Il est le frère du peintre Claude Manesse et de l'actrice Hélène Manesse (et donc beau-frère de l'acteur Maurice Barrier). Il est le père de Jérémy Manesse, Timothée Manesse (comédien et metteur en scène) qu'il a eus avec l'autrice de théâtre Sotha. Il a une fille, la chanteuse Sarah Manesse (candidate de la saison 2 de X Factor sur M6 en 2011).

## Théâtre[2]
- 1971 : Allume, j'étouffe mise en scène par l'auteur Romain Bouteille, troupe du Café de la Gare
- 1974 : Les Semelles de la nuit mise en scène par l'auteur Romain Bouteille, troupe du Café de la Gare
- 1977 : Pitoyable mascarade mise en scène par l'auteur Romain Bouteille, troupe du Café de la Gare
- 1978 : Jean-Paul Sartre contre la dame au slip rouge mise en scène par l'auteur Romain Bouteille, troupe du Café de la Gare
- 1978 : Roger, Roger et Roger de Sotha, troupe du Café de la Gare
- 1981 : Le Grand Vide sanitaire de Romain Bouteille, troupe du Café de la Gare
- 1978 : Les Méthodes de Camille Bourreau de Sotha, troupe du Café de la Gare
- 1988 : L'Un dans l'autre de Jeff Russel - mise en scène de Sotha, troupe du Café de la Gare
- 1994 : On est peu de choses - mise en scène de l'auteur Sotha, troupe du Café de la Gare
- 1994 : Elle voit des nains partout de Philippe Bruneau - mise en scène Philippe Manesse, troupe du Café de la Gare
- 2009 : La Mort, le Moi, le Nœud - mise en scène de l'auteur Sotha, troupe du Café de la Gare
- 2009 : Un grain de fantaisie de Patrice Minet - mise en scène Philippe Manesse, troupe du Café de la Gare
- 2010 : Cyrano m'était conté - mise en scène de l'auteur Sotha, troupe du Café de la Gare
- 2012 : aPhone - mise en scène de l'auteur Jérémy Manesse, troupe du Café de la Gare
- 2019 : Elle voit des nains partout de Philippe Bruneau - mise en scène Philippe Manesse, troupe du Café de la Gare
- 2021 : Volpone de Ben Jonson, mise en scène Carine Montag, Café de la Gare

## Filmographie

### Cinéma
- 1973 : Themroc de Claude Faraldo
- 1976 : Le Graphique de Boscop de Georges Dumoulin et Sotha : Pissenlit, leur fils
- 1977 : Vous n'aurez pas l'Alsace et la Lorraine de Coluche : Philippe de Boynet
- 1978 : Si vous n'aimez pas ça, n'en dégoûtez pas les autres de Raymond Lewin : un spectateur
- 1978 : Chaussette surprise de Jean-François Davy : Victor
- 1979 : Clair de femme de Costa-Gavras : le taxi qui réclame son argent
- 1980 : L'Avenir de Jérémy de Arnold Boiseau : Fier-Poilu, dit 'Velours'
- 1981 : Les matous sont romantiques de Sotha : Roger Trois
- 1982 : Ça va faire mal ! de Jean-François Davy : Richard
- 1982 : Les Diplômés du dernier rang de Christian Gion : Robert
- 1987 : Mon bel amour, ma déchirure de José Pinheiro : Julien
- 1993 : Trois couleurs : Bleu de Krzysztof Kieslowski
- 2001 : Le Soleil au-dessus des nuages de Eric Le Roch : le dépanneur
- 2005 : Virgil de Mabrouk El Mechri : le maton à l'hôpital
- 2006 : Quatre étoiles de Christian Vincent : Homme hippodrome
- 2007 : New Délire de Eric Le Roch : le photographe
- 2007 : Les Deux Mondes de Daniel Cohen : le taxi
- 2008 : Mariage chez les Bodin's de Eric Le Roch : l'abbé Rouette
- 2010 : Amélie au pays des Bodin's de Eric Le Roch : l'abbé Rouette
- 2017 : Vive la crise de Jean-François Davy : André

### Télévision
- 1983 : Messieurs les jurés - épisode : L'affaire Sivry  d'André Michel : l'inspecteur Puget
- 1984 : Télévision de chambre : Sous le signe du poisson de Pierre Zucca
- 1984 : L'Instit - épisode pilote : Roger Fleury
- 1991 : Tango Bar, téléfilm de Philippe Setbon : Le concierge
- 1995 : Elle voit des nains partout, téléfilm de Yves-André Hubert : Le Roi / La fée Carabosse / L'homme dans les bois / La mort
- 2007 : Greco - épisode : La deuxième silhouette  de Philippe Setbon : Le chauffeur de taxi
- 1977 et 2006 : Commissaire Moulin - 2 épisodes :
  - 1977 : Affectation spéciale de Claude Grinberg
  - 2006 : Sous pression de José Pinheiro - le veilleur de nuit
- 2013 : La Rupture, téléfilm de Laurent Heynemann : Georges Pompidou